# Костюк Андрій Васильович
Андрі́й Васи́льович Костю́к  (28 листопада 1920, Гурівці — 4 липня 2004, Вінниця) — радянський військовик та пізніше працівник органів Міністерства внутрішніх справ СРСР; Герой Радянського Союзу, почесний громадянин Вінниці.

## Біографія
Народився 28 листопада 1920 в селі Гурівцях (нині Козятинський район Вінницької області, Україна) у селянській сім'ї. Українець. Закінчив 10 класів школи. З вересня 1939 року працював технічним секретарем Козятинського райкому комуністичної партії.
У Червоній армії з січня 1941 року. Член ВКП(б) з 1942 року. У березні 1942 року закінчив Дніпропетровське артилерійське училище, що було евакуйоване в Томськ. У діючій армії з червня 1942 року. Воював на Західному, Брянському, Сталінградському і 1-му Білоруському фронтах. Брав участь у Сталінградській та Курській битвах, відвоюванні України та Білорусії.
Командир мінометної батареї 12-го гвардійського кавалерійського полку (3-я гвардійська кавалерійська дивізія, 2-й гвардійський кавалерійський корпус, 1-й Білоруський фронт) гвардії капітан Костюк з 31 січня по 4 лютого 1945 року вогнем батареї при відбитті контратак противника в районі населеного пункту Фледерборн (нині Подгае, за 7 км на південь від міста Оконека, Польща) знищив велику кількість гітлерівців. 1—2 березня 1945 року, діючи в групі захоплення, батарея знищила кілька дотів в районі залізничної станції Ойленбург (нині Сильново, за 16 км на південний захід від міста Щецинека, Польща), захопила вокзал і утримувала його до підходу підкріплення.
З 1945 року підполковник Костюк — в запасі. Жив у Вінниці. В 1950 році закінчив Ленінградську школу МВС. До 1968 року працював в органах МВС СРСР, потім військовим керівником, директором школи № 2 у Вінниці.
Помер у Вінниці 4 липня 2004 року. Похований у Вінниці на Центральному цвинтарі міста.

## Відзнаки
Нагороджений медаллю «За відвагу» (6 січня 1943), бойовими орденами Червоної Зірки (5 квітня 1944), Вітчизняної війни II ступеня (29 серпня 1944), орден Богдана Хмельницького III ступеня (4 березня 1945), ювілейним орденом Вітчизняної війни I ступеня (6 квітня 1985).
Указом Президії Верховної Ради СРСР від 31 травня 1945 року за зразкове виконання бойових завдань командування на фронті боротьби з німецько-фашистськими загарбниками та проявлені при цьому мужність і героїзм, гвардії капітану Костюку Андрію Васильовичу надано звання Героя Радянського Союзу з врученням ордена Леніна і медалі «Золота Зірка» (№ 8904).
Відмінник народної освіти УРСР. Почесний громадянин міста Вінниці з 1997 року.